# Catocala orientalis
Catocala orientalis là một loài bướm đêm trong họ Erebidae.